# 俠盜獵車手III角色列表
這裡是俠盜獵車手III的角色列表，列出了俠盜獵車手III中所有被提及名字，或出現不只一個任務的角色。

## 主要人物
克勞德 (Claude)

主角，一個用自己改造的車去飆車的飆車黨小混混，永遠一句話不說（其實是沒有配音演員）。1992年在聖安地列斯中與凱特琳娜一同前往自由城發展。2001年在一次搶銀行事件中遭女友凱特琳娜的背叛而被捕，在被押到警局的途中因被哥倫比亞幫給襲擊而與另一位罪犯＂8號球＂逃了出來。逃出後的目的只有一個念頭———找到凱特琳娜並幹掉她。
克勞德並不喜歡效忠他人，不過只要有相對的報酬，他還是會為人辦事的。
該角色在之後的作品聖安地列斯中首次登場。

### 哥倫比亞幫 (Colombian Cartel)
凱特琳娜 (Catalina)
哥倫比亞幫(Colombian Cartel)的頭目之一，原本是主角克勞德的前女友，一開始和克勞德一伙人去搶銀行時不幸露了風，為了確保能夠安全的全身而退，她朝負責掩護的克勞德及同伴開槍，克勞迪倒下後跟接應的另一名同伴揚長而去。 (也許克勞德一直不說話的原因就是因為聲帶中了凱塔莉娜的槍，導致沒有辦法說話，不過也有人認為這是錯的，因為1992年在聖安地列斯 (San Andreas)時，克勞德也一樣不說話。)
之後，為了重創義大利黑手黨──里昂家族 (Leone Family)的勢力，她派遣一名手下──可利·巴伯 (Curly Bob)混入其中竊取情報，為黑手黨的幹部之一──路易吉·格特瑞利 (Luigi Goterelli)做事，在路易吉於紅燈區 (Red Light District)開設的一家色情場所──性俱樂部7 (Sex Club Seven)上班。但是生性多疑的里昂家族領導人──薩爾瓦多·里昂 (Salvatore Leone)很快就發現了不對勁，他派遣了克勞德前去將可利擊斃，竊取情報的計畫便這麼失敗了。而後，卡塔莉娜又率領一群手下在波特蘭港 (Portland Harbor)的某艘貨船上製造「SPANK」毒品，但同樣遭到了克勞德的襲擊，貨船被炸彈商人8號球 (8-Ball)炸毀，她的幫派便和克勞德結下了梁子。
又過了沒多久，在克勞德背叛了里昂家族，開始為日本山口組 (Yakuza)工作後，她的手下和克勞德又連續交戰了好幾次，幫派成員兵敗如山倒，勢力遭到了重創，為了將克勞迪這個一直阻礙他們計畫的眼中釘拔除，她殺死了被山口組綁架的夥伴──米格爾 (Miguel)，以及山口組的首領之一──加瀨明日香 (Asuka Kasen)，並綁架了克勞德的朋友──瑪麗亞·拉特 (Maria Latore)，跟克勞迪索取了高達50萬的贖金，並在岸邊谷地區 (Shoreside Vale)的考科藍水壩 (Cochrane Dam)和克勞德展開了最後的決戰，她最終被克勞德用火箭發射炸死了。
至於凱塔琳娜之所以會背叛克勞迪的原因有個說法，當卡塔莉娜還在聖安地列斯，和當地主角卡尔·约翰逊交往時被甩，心中衍生出了憎恨，讓她的個性變得心狠手辣，她才會將這份憎恨轉移到了克勞德身上。但其實在聖安地列斯裡面年輕的凱特琳娜已經表現出自己潑婦和瘋狂的一面，所以可以推測曾經可能被虐待才成了現在的個性。
該角色也在之後的作品聖安地列斯中首次登場。
米格爾 (Miguel)
哥倫比亞幫頭目之一，凱特琳娜背叛克勞德之後的「新男友」。被凱塔琳娜背叛後一直被明日香虐打逼供，後來與明日香同死在凱特琳娜之手。
該角色也在之後的作品俠盜獵車手：自由城傳奇中初次登場。（目前，因交易途中遭到FBI的追捕，被托尼打伤。）
可利·巴伯 (Curly Bob)
哥倫比亞幫的手下之一，曾混入里昂家族竊取黑手黨幹部的資料，後來被薩爾瓦多懷疑，被克勞德在波特蘭碼頭殺死。

### 里昂家族 (Leone Family)
薩爾瓦多·里昂 (Salvatore Leone)
義大利黑手黨「里昂家族」的首領，教父，所率領的里昂家族和另一個義大利黑手黨──弗雷利家族 (Forelli Family)一直是處於水火不容，對立的狀態。
為人生性多疑，曾經有一段時間離開了自由城，到外地去做一筆生意，在克勞迪為托尼·希普萊尼 (Toni Cipriani)工作的期間歸來，當他一回來後就馬上準備要開一場家族內的會議，所有黑手黨的幹部都要參加，包括了路易吉、兒子喬伊·里昂 (Joey Leone)以及托尼。克勞德負責擔任接送他們的司機。抵達後，薩爾瓦多看到了因被三合會 (Triads)追殺，好不容易才把幹部們送到他面前的克勞德讚譽有加，之後開始派遣任務給克勞德。
除了和佛雷力家族水火不容外，哥倫比亞聯盟也是他們的一大強敵。沙瓦特懷疑路易的下屬──可利·巴伯一直在洩漏情報給那些哥倫比亞人，於是要克勞迪跟蹤他並殺了他，而結果果然不出沙瓦特所料，可利果然是他們組織中的一顆老鼠屎。之後又為了阻止哥倫比亞聯盟製造會讓他們生意虧損的新式毒品「SPANK」，沙瓦特又派了克勞迪和8號球一齊炸毀了哥倫比亞人的製毒船，重重的打擊了哥倫比亞聯盟的勢力。
在打擊哥倫比亞幫之後，他想兔死狗烹，設計陷阱把已經沒有任何用處的克勞德除掉，但他的陰謀卻被妻子瑪麗亞看穿而沒成功，瑪麗亞和好友，同時也是日本山口組的二當家加瀨明日香帶著克勞迪到了另一處新的地方──斯湯顿島 (Staunton Island)。最後，克勞德為了展現對山口組的忠誠度，暗殺了他。薩爾瓦多死後，里昂家族改由托尼來領導。
該角色也在之後的作品聖安地列斯以及自由城故事中登場。三代配音均为弗兰克•文森特（Frank Vincent）。
瑪麗亞·拉特 (Maria Latore)
薩爾瓦多的妻子。在一次薩爾瓦多指派的護送任務中喜歡上了克勞德，喜愛化妝和跳舞，有吸毒習慣。與明日香是好友，當克勞德差點踏入薩爾瓦多的陷阱時發了BB-Call給克勞德警告，並坦承自己和薩爾瓦多有不快（因為這件事瑪麗亞說自己和克勞德又過節才讓薩爾瓦多產生要殺克勞德的想法）。來到斯湯頓島後一直住在明日香的住宅中。故事的結尾部分被凱特琳娜绑架，接著被克勞德救出。凱特琳娜死後，瑪麗亞或許是對於從鬼門關前走一糟的經歷感到激動，因此一直在克勞德身旁講個沒完。接著，當遊戲畫面進入黑屏時，傳來一聲槍響，有人說克勞德因不堪其擾而殺了瑪麗亞，但也有人認為克勞德只是嚇嚇她，要她閉上嘴巴而已。
該角色也在之後的作品聖安地列斯（首次登场）、自由城故事中（第2次）登场。
托尼·希普莱尼 (Toni (Antonio) Cipriani)
薩爾瓦多生前的黑手黨繼任領導指定人，相當討厭三合會，其母親在聖馬克地區開設了一間小餐廳。與克勞德在喬伊的修車廠中認識。在克勞德替自己效力的期間常要求他去攻擊三合會的勢力，並且於最後指派克勞迪開著裝了炸彈的垃圾車炸掉三合會當做經濟重心的魚業工廠。同時在沙瓦特歸來的時候也成了將克勞迪引薦給沙瓦特的間接人。薩爾瓦多死後，成為新任領導的湯尼或許已經知道克勞德就是殺人真兇，要求其部下之後看到克勞德時要對他趕盡殺絕。
該角色也在之後的作品自由城故事中首次登場，並且是主角。
喬伊·里昂 (Joey Leone)
為黑手黨首領薩爾瓦多·里昂的兒子，同時也是黑手黨的重要幹部之一，初次登場於「接送米斯蒂 (Drive Misty For Me)」的任務。母親已死。
喬伊在波特蘭地區 (Portland)的南部有一所車庫，最喜歡的車款是吉普車──BF Injection，經常有事沒事就把這種車拿來維修保養，可看出他對這輛車的熱忱。與路易吉手下一名妓女米斯蒂 (Misty)來往甚密，在接送米斯蒂任務中，路易派遣克勞迪前往米斯蒂的住處，將她送往喬伊的車庫，而後喬伊對克勞迪表示說有工作要交給他，正式開啟了克勞迪被引薦到黑手黨內工作的大門。
為人古道熱腸，同樣也是在派遣諸多任務給克勞德後，發現他做事情的才能。之後，喬伊又將克勞迪引薦給父親薩爾瓦多最信任的手下之托尼，讓克勞德可以越來越接近黑手黨內的一切事務。而他的任務獎金也不少，由於有些任務較為困難，克勞德可以得到的報酬會較高，他是遊戲中第一個提供萬元以上的獎金給予克勞德的老闆。
該角色在之後的作品聖安地列斯中首次被提到，是該作主角卡爾·約翰遜在自由城的合作夥伴。
路易吉·格特瑞利 (Luigi Goterelli)
路易吉是紅燈區某一色情場所──性俱樂部7的老闆，同時也是義大利黑手黨──里昂家族的幹部成員之一，有「花花公子」、「雞頭」等綽號。
路易吉在遊戲中是第一個派遣任務給克勞迪的老闆。當時在克勞迪和夥伴8號球成功逃獄後，8號球推薦了克勞迪來路易吉的旗下工作，而路易吉第一眼看到克勞德時，還很不把他放在眼裡，只派給了克勞德一個最簡單的工作，就是去醫院把他旗下的妓女米斯蒂送回性俱樂部7，之後，路易吉又派給了克勞德更多的工作，誰知道，克勞迪的表現會遠遠超出路易的想像。而後，路易對克勞迪的態度開始有了大大的轉變。他負責引薦克勞迪進入他們的黑手黨工作，條件是只需要把之前曾接送過的米斯蒂小姐送去給黑手黨首領的兒子──喬伊就可以了。
又過了沒多久，黑手黨的首領薩爾瓦多·里昂回到自由城了，一回來就準備要開一場會議，黑手黨的幹部都要參加，克勞德受雇當接送的司機，分別把路易吉、喬伊和托尼送到了薩爾瓦多的大宅，而這也是路易吉和克勞德最後一次的見面了。
路易派遣的任務在遊戲中，由於只是為了讓玩家們熟悉一下附近的地形，再加上任務內容都很簡單，所以任務報酬都不會太高，最高只到4位數而已。
米奇·漢菲斯特 (Mickey Hamfists)
路易吉的隨扈。在1998年原本是里昂家族的手下之一，后因枪杀约瑟夫丹尼尔奥图（也是里昂家族成员，因利益关系背叛原本的星达科家族而跳槽到里昂家族，并不被沙瓦特.里昂看好）而入狱，在狱中洗心革面后，2001年上半年成为了路易格特瑞利的手下。經常跟在路易旁邊幫他打理大小事。似乎不是很喜歡克勞迪。在本作中被路易稱呼為「米克 (Mick)」。
該角色也在之後的作品自由城傳奇中初次登場。是枪杀约瑟夫•丹尼尔•奥图（Joseph Daniel O'Toole）的凶手。

### 山口組 (Yakuza)
加瀨賢治 (Kenji Kasen)
山口組的頭子，視榮耀尊嚴為生命。遊戲中期讓克勞迪在他的賭場裡做任務。口頭禪為：「My honor demands...」被主角在唐納德·勒夫 (Donald Love)的指使下殺死。初次登場於＂監視＂。（明日香的第二個任務）
加瀨明日香 (Asuka Kasen)
日本山口組 (Yakuza)的二把手，為人冷靜.其弟死後一直以為哥倫比亞幫的米格爾是殺弟仇人，不斷虐打他。被凱特琳娜在綁架瑪麗亞時殺死。在最後都不知道弟弟其實是克勞德殺死的。
初次登场于＂最后的要求＂（Last requests）。
坦纳（Tanner）
日本山口组的高级司机，后来背叛了明日香。克劳迪在明日香的指示下将他杀死。仅出现于“双面间谍”（TWO-FACED TANNER）。
雷·馬裘斯基 (Ray Machowski)
山口組的警察內奸，為逃避追捕躲在男廁內。最後被中央情報局所发现身上有许多毒品，逃到國外（或者是迈阿密以及罪恶城市），留下強力武器和一輛防彈車給主角。与麦可非利一样都是腐败警察。初次登场于“发薪日”（PAYDAY FOR RAY）
堪布（Kanbu）
健治的朋友，因殺人而入獄。克劳德启动警车上的炸彈後，堪布自然逃出来，最後被送回了他工作的地方———百道場公司。僅出現於「警局天譴」（KANBU BUST-OUT）。

## 其他人物
東方老人（Old Oriental Man）
來自東亞。不知為何遭到警方逮捕。故事開頭的囚犯轉監過程被劫囚的行動中，老人被哥倫比亞幫的人帶走。之後在唐納德·羅夫 (Donald Love)的任務「Liberator」中被克勞德從哥倫比亞幫救出，並且被帶回唐納的媒體公司中，替唐納鑑識他所嚮往的「東西」，偶爾會跟唐納一起練習太極拳。
8號球 (8-ball)
黑人火藥商，看上去只為黑手黨服務。故事初期和克勞德一起逃獄，並給予克勞德藏身處，甚至將他引薦給俱樂部的路易吉。在任務「Bomb da Base」中和克勞德搭檔，兩人殺到哥倫比亞幫所屬的一艘輪船，並由他安裝炸彈，成功重創敵人的勢力。在克勞德和黑手黨關係破裂後不曾再出現，但他的炸彈商店仍然對主角有功用。
8號球的炸彈商店在3代的系列中都可以找到，除了自由城外也包括罪惡城市跟聖安地列斯等等。
米斯蒂 (Misty) 
一名妓女。在路易的性俱樂部7中工作。和黑手黨另一個幹部喬伊‧里昂 (Joey Leone)來往甚密。
「大嘴」麥克·佛雷力（Mike "Lips" Forelli）
弗雷利家族的成員之一，曾跟喬伊借過錢卻沒有還而惹來殺身之禍，在任務「Mike Lips Last Lunch」中坐上被克勞迪安置炸彈的車而死。任務「Dead Skunk in the Trunk」中指定車輛後車廂中的屍體似乎就是他的。
「小胖」李強（"Chunky"Lee Chong）
麵攤老闆。疑似替哥倫比亞聯盟宣傳「SPANK」毒品。於任務「Farewell 'Chunky' Lee Chong」中被克勞德殺死。
馬提·強克斯（Marty Chonks）
Bitchin' Dog Food Factory狗食工廠的老闆，透過工廠前的公共電話派給克勞迪任務。有金錢上的問題，懷疑銀行經理故意拉高他的貸款帳單以便從中獲利，也曾雇用小偷到他家偷竊以獲得保險理賠。後來發現自己的妻子在外跟人有一腿，馬提要克勞迪分別將這些人載到他的工廠，接著自己再利用工廠機器一一做掉他們，不料最後卻失了手，和妻子情夫卡爾（Carl）的談判過程中命喪對方的散彈槍之下。
卡爾（Carl）
工廠老闆馬提妻子在外的情夫。早已料到馬提有可能會做掉自己，因此備好散彈槍並成功將對方殺死。
艾爾布羅 (El Burro)
惡魔幫 (Diablos)首領，銷售色情雜誌。透過克勞迪藏身處附近的公園中的公共電話給予任務。
奇克（Chico）
毒販，於中國城的高架電車站下販售毒品。提供瑪麗亞派對的資訊。
金·考特尼 (King Cortney)
亞迪幫 (Yardies)的首領，來自牙買加，與惡魔幫不和。透過史丹頓島體育館附近的公共電話給予克勞迪任務。於任務「Kingdom Come」中和卡塔莉娜合作，用計將克勞迪逼入死亡陷阱，而後他的手下也開始攻擊克勞迪。
麥克·艾佛里（McAffrey）
本名里昂·麥克艾佛里。是一名警員，原本是雷的夥伴，兩人共事期間也一起貪了不少錢。後來被上層發現，他反過來咬雷一口，惡人先告狀的舉發雷。而後被克勞迪攻擊重傷，送醫急救後原本能讓身上的傷成為更有利的證據，卻被克勞迪再次襲擊，重傷身亡。
該角色也在之後的作品自由城傳奇中登場。
唐納德·勒夫 (Donald Love)
媒體大王，一直在找尋一樣神秘物品。克勞德替自己解決不利的證據後開始雇用他，派克勞迪從哥倫比亞聯盟救回東方老人，並且為了加深哥倫比亞聯盟和山口組之間的衝突，要克勞德開著哥倫比亞幫的專屬車輛殺死山口組首領加瀨賢治，直接導致了故事結尾部分，明日香虐打米格爾的劇情。同時還要替自己找尋那樣神秘物品。之後唐納德莫名消失，不再出現於故事中。
菲爾·卡西迪（Phil Cassidy）
軍火商。於罪惡城市中酒醉誤觸炸彈開關導致失去左手。該角色也在罪惡城市以及罪惡城市傳奇跟俠盜獵車手：自由城傳奇中登場。
D級冰 (D-Ice)
幫派Red Heads的頭目，熱愛車輛。
雷·马裘斯基的同事（Ray Machowski's Partner）
没有官方名称。仅在任务去钓鱼（GO FISHING）中出现。在雷的指示下，克劳迪杀掉了他。

## 遭到刪除的人物
達克 (Darkel)
達克是在遊戲修改最終版中被取消了的一個人物。數個電子遊戲出版物與網站提及達克是一個發誓要打倒市內經濟的頑童。其中一個任務為偷雪糕車來引起行人注意然後再引爆(這個任務最終由艾爾·布羅給予，在最終版改為殺死一群幫派分子)。達克原先預定為給予暴力一類的任務，並已為他這部分錄了音。但Rockstar公司後來決定沿用俠盜獵車手和俠盜獵車手II的系統來給予暴力任務。儘管達克和他的任務因不明確被移除，不過該角色仍留在說明書上的功勞列表上，而且角色的結構仍然保留在遊戲的資料檔案中。